# Caprorhinus fusiformis
Caprorhinus fusiformis is een rechtvleugelig insect uit de familie Pyrgomorphidae. De wetenschappelijke naam van deze soort is voor het eerst geldig gepubliceerd in 1899 door Saussure.